# Nora Mørk
Nora Mørk (Oslo, 5 aprile 1991) è una pallamanista norvegese, terzino destro del Vipers Kristiansand e della nazionale norvegese.
Con la maglia della nazionale ha vinto il bronzo olimpico ai Giochi di Rio de Janeiro 2016 e ai Giochi di Tokyo 2020.

## Carriera

### Club
Nora Mørk ha iniziato a giocare a pallamano assieme alla sorella gemella Thea all'età di sei anni nel Bækkelagets SK. Pochi giorni dopo aver compiuto 16 anni ha fatto il suo esordio nella prima squadra nella massima divisione del campionato norvegese. Nel 2007 si è trasferita in Danimarca per giocare con l'Aalborg DH, per poi tornare indietro al Bækkelagets SK all'inizio del 2008. A fine maggio 2008 Nora si trasferì al Njård assieme alla gemella Thea e alla sorella maggiore Kaja. A marzo 2009 il Larvik, squadra da anni al vertice del campionato norvegese, annunciò il passaggio tra le sue file della quasi diciottenne Nora. Col Larvik Nora Mørk ha vinto per sei volte il campionato norvegese e per cinque volte la coppa nazionale. Ha vinto, inoltre la EHF Champions League, massimo torneo continentale, nell'edizione 2010-2011. Nel maggio 2011, però, ha subito un infortunio al ginocchio, a causa del quale è rimasta fuori dalle attività agonistiche per quasi due anni, tornando in rosa per il Larvik solo sul finire della stagione 2012-2013.
Nel 2016 dopo sette anni al Larvik si è trasferita in Ungheria al Győri ETO KC. Ha giocato con la squadra magiara per tre stagioni consecutive vincendo per tre volte sia la EHF Champions League sia il campionato nazionale. Nel febbraio 2018 ha subito un nuovo grave infortunio, questa volta al legamento crociato, rimanendo ferma per un anno intero. Al termine della stagione 2018-2019 ha firmato un contratto biennale con la squadra rumena del CSM Bucarest. Prima dell'inizio della stagione con la nuova squadra andò incontro a una nuova operazione al ginocchio, seguita da un'altra nel mese di febbraio 2020. A causa di problemi familiari nel mese di giugno 2020 ha deciso di tornare in Norvegia, firmando un contratto col Vipers Kristiansand. Col Vipers ha vinto la EHF Champions League 2020-2021, la quinta della sua carriera.

### Nazionale
Sin da giovanissima Nora Mørk ha fatto parte della selezione nazionale norvegese. Nel 2009 ha fatto parte della selezione nazionale juniores che ha vinto il campionato europeo di categoria in Ungheria, mentre nel 2010 ha vinto sempre con la juniores il campionato mondiale di categoria in Corea del Sud.
Il 21 settembre 2010 all'età di 19 anni ha fatto il suo esordio nella nazionale della Norvegia nella partita persa per 20-21 contro la Romania, nella quale ha anche realizzato le sue prime due reti. Ha fatto poi parte della rosa della nazionale norvegese che nelle settimane successive ha vinto il campionato europeo 2010. Da allora è entrata a far parte regolarmente della nazionale, vincendo altri due titoli continentali nel 2014 e nel 2016, venendo nominata in entrambe le occasioni migliore terzino destro del torneo e vincendo la classifica delle marcatrici nell'edizione 2016.
Nel 2015 ha fatto parte della squadra nazionale che ha vinto il campionato mondiale, venendo nominata migliore terzino destro del torneo. Nel 2016 ha fatto parte della delegazione norvegese ai Giochi della XXXI Olimpiade a Rio de Janeiro, conquistando la medaglia di bronzo con la nazionale nel torneo di pallamano, superando i Paesi Bassi nella finale per il terzo posto. Nell'occasione ha vinto la classifica delle marcatrici del torneo, risultando decisiva con le sue reti soprattutto nella semifinale vinta dopo i tempi supplementari contro la Russia. Nel 2017 Nora Mørk ha vinto con la nazionale la medaglia d'argento al campionato mondiale 2017, venendo nominata nuovamente migliore terzino destro del torneo e vincendo la classifica marcatrici anche in questa occasione.
A causa di un infortunio al ginocchio non ha potuto partecipare al campionato europeo 2018 e al campionato mondiale 2019, tornando in rosa in occasione del campionato europeo 2020. Al torneo continentale 2020 Nora Mørk ha vinto la classifica marcatrici ed è stata inserita nella squadra del torneo quale migliore terzino destro, contribuendo così alla vittoria della medaglia d'oro da parte della nazionale norvegese. Ha fatto parte della delegazione norvegese ai Giochi della XXXII Olimpiade a Tokyo, conquistando la medaglia di bronzo con la nazionale nel torneo di pallamano, superando la Svezia nella finale per il terzo posto. Pochi mesi dopo ha vinto il suo secondo campionato mondiale, disputato in Spagna, venendo anche premiata per la terza volta come miglior terzino destro della competizione.

## Palmarès

### Club
- EHF Champions League: 5

Larvik: 2010-2011
Győri ETO KC: 2016-2017, 2017-2018, 2018-2019
Vipers Kristiansand: 2020-2021
- Campionato norvegese: 6

Larvik: 2009-2010, 2010-2011, 2012-2013, 2013-2014, 2014-2015, 2015-2016
- Campionato ungherese: 3

Győri ETO KC: 2016-2017, 2017-2018, 2018-2019
- Coppa di Norvegia: 5

Larvik: 2008-2009, 2009-2010, 2012-2013, 2013-2014, 2014-2015
- Coppa d'Ungheria: 1

Győri ETO KC: 2017-2018

### Nazionale
- Bronzo olimpico: 2

Rio de Janeiro 2016, Tokyo 2020
- Campionato mondiale

 Oro: Danimarca 2015
 Oro: Spagna 2021
 Argento: Germania 2017
- Campionato europeo

 Oro: Danimarca-Norvegia 2010
 Oro: Ungheria-Croazia 2014
 Oro: Svezia 2016
 Oro: Danimarca 2020
- Campionato mondiale juniores

 Oro: Corea del Sud 2010
- Campionato europeo juniores

 Oro: Ungheria 2009

### Individuale
- Migliore marcatrice ai Giochi olimpici: 1

Rio de Janeiro 2016
- Migliore terzino destro al campionato mondiale: 3

Danimarca 2015, Germania 2017, Spagna 2021
- Migliore marcatrice al campionato mondiale: 1

Germania 2017
- Migliore terzino destro al campionato europeo: 3

Ungheria-Croazia 2014, Svezia 2016, Danimarca 2020
- Migliore marcatrice al campionato europeo: 2

Svezia 2016, Danimarca 2020
- Migliore terzino destro al campionato europeo juniores: 1

Ungheria 2009
- Migliore terzino destro alla EHF Champions League: 1

2020-2021
- Migliore giocatrice del campionato norvegese: 3

2013-2014, 2014-2015, 2015-2016
- Migliore terzino destro del campionato norvegese: 6

2008-2009, 2009-2010, 2010-2011, 2013-2014, 2014-2015, 2015-2016